# Медаль «За защиту Америки»
Медаль «За защиту Америки» — военная награда ВС США, учреждена 28 июня 1941 года согласно указу президента США Франклина Рузвельта, как знак отличия военнослужащих, находившихся на действительной военной службе в период с 8 сентября 1939 по 7 декабря 1941.
В 1942 году была учреждена похожая медаль «„За Американскую кампанию“» за службу на американском театре в ходе второй мировой войны.
Медаль «За службу в обороне США» была учреждена указом президента Франклина Д. Рузвельта № 8808 от 28 июня 1941 года и объявлена в бюллетене военного министерства № 17 за 1941 год. Основания для награждения медалью были обнародованы в циркуляре военного министерства № 44 от 13 февраля 1942 года. Вид ленты был утверждён военным министром и министром военно-морских сил 7 января 1942 года. Эскиз медали был создан гражданским скульптором Ли Лори (англ. Lee Lawrie) из Истона, штат Мэриленд. Модель была одобрена комиссией по изящным искусствам 5 мая 1942 года.
Медалью награждаются военнослужащие, находившиеся на действительной службе в период с 8 сентября 1939 по 7 декабря 1941. Служащие армии США включая находящихся в резерве армии и национальной гвардии награждаются за службу любой длительности в ходе данного периода при условии пребывания на действительной службе в течение 12 месяцев или дольше. ВМС США не награждает резервистов, находившихся на службе на срок менее чем десять дней в период с 8 сентября 1939 по 7 декабря 1941, но ВМС, морская пехота и береговая охрана награждают всех находящихся на действительной службе в любой срок в течение данного периода, с момента прохождения первичных физических обследований в том числе резервистов, призванных на действительную службу до нападения Японии на Пирл-Харбор 7 декабря 1941 года и рекрутов и кандидатов в офицеры, призванных в данный период.

## Описание
Медаль изготавливается из бронзы, ширина 1,25 дюйма. На передней стороне (аверсе) изображена женщина в греческой одежде, символизирующая оборону. В левой руке она держит старинный щит, в правой руке меч, которым потрясает над головой. Позади женщины изображена дубовая ветвь с четырьмя листьями. На верху медали выбита надпись «AMERICAN DEFENSE» (Защита Америки). На задней стороне медали (реверсе) выбиты слова: FOR SERVICE DURING THE LIMITED EMERGENCY PROCLAIMED BY THE PRESIDENT ON SEPTEMBER 8, 1939 OR DURING THE UNLIMITED EMERGENCY PROCLAIMED BY THE PRESIDENT ON MAY 27, 1941" «За службу во время ограниченной чрезвычайной ситуации, объявленной президентом 8 сентября 1939 года или во время неограниченной чрезвычайной ситуации, объявленной президентом 27 мая 1941 года». Ниже надписи изображена лавровая ветвь с семью листками.
Лента медали шириной в 1 3/8 дюйма и окрашена в золотистый цвет (Golden Yellow 67104), её пересекают две узкие (в 1/8 дюйма) трёхцветные полосы (Old Glory Blue 67178; White 67101 и Scarlet 67111).
Итого: золотистая (Golden Yellow 67104)полоса шириной 3/16 дюйма, трёхцветная полоса шириной 1/8 цветов Old Glory Blue 67178; White 67101 и Scarlet 6711, золотистая полоса (в центре) шириной ¾ дюйма, трёхцветная полоса шириной 1/8 цветов Scarlet 67111, White 67101 и Old Glory Blue 67178 и золотистая полоса шириной 3/16 дюйма.
Золотистый цвет символизирует золотую возможность американской молодёжи служить под цветами национального флага, представленными трёхцветными полосами с двух сторон.
К медали положены следующие пряжки
- Иностранной службы (Foreign Service Clasp) (армия) для проходивших службу вне пределов континентальных США, включая службу на Аляске. Бронзовая пряжка толщиной в 1/8 дюйма, шириной в 1,5 дюйма с надписью FOREIGN SERVICE, обрамлённой звёздами.
- Базовая пряжка (Base Clasp) (ВМС и морская пехота) для проходивших службу вне пределов континентальных США, включая службу на Аляске и Гавайях.
- Флотская пряжка (Fleet Clasp) (ВМС, морская пехота и береговая охрана) за службу в открытом море и на кораблях атлантического, тихоокеанского и азиатского флотов, кораблей военно-морской транспортной службы, кораблей, находившихся в непосредственном распоряжении руководителя военно-морскими операциями. Бронзовая пряжка толщиной в 1/8 дюйма, шириной в 1,5 дюйма с надписью FLEET.
- Морская пряжка (Sea Clasp) (береговая охрана) за службу (регулярные патрули в море) на всех кораблях и авиации, не попавших под условия флотской пряжки.
- Пряжка «А» для всех служащих ВМС, участвовавших в реальном или возможном контакте с силами Оси в Атлантическом океане в период с 22 июня по 7 декабря 1941.
- Служебная звезда. Носится вместо пряжек при ношении ленточки медали.